# Quattro matrimoni e un funerale (miniserie televisiva)
Quattro matrimoni e un funerale (Four Weddings and a Funeral) è una miniserie televisiva statunitense ideata da Mindy Kaling e Matt Warburton, basata sul film del 1994 Quattro matrimoni e un funerale, diretto da Mike Newell.
La miniserie, composta da 10 puntate, è stata distribuita su Hulu dal 31 luglio all'11 settembre 2019. In Italia, la miniserie è stata pubblicata il 27 febbraio 2020 su Starz Play.

## Personaggi e interpreti

### Principali
- Maya, interpretata da Nathalie Emmanuel
- Kash, interpretato da Nikesh Patel
- Ainsley Howard, interpretata da Rebecca Rittenhouse
- Duffy, interpretato da John Paul Reynolds
- Craig, interpretato da Brandon Mychal Smith
- Gemma, interpretata da Zoe Boyle
- Zara, interpretata da Sophia La Porta
- Haroon, interpretato da Harish Patel
- Basheer, interpretato da Guz Khan

### Ricorrenti
- Quentin, interpretato da Tom Mison
- Julia, interpretata da Ashley Madekwe

### Guest
- Mrs. Howard, interpretata da Andie MacDowell
- Ted, interpretato da Tommy Dewey

## Produzione

### Sviluppo
Il 1º novembre 2017, venne annunciato che Hulu stava sviluppando una serie antologica, basata sul film del 1994 Quattro matrimoni e un funerale. La serie sarà prodotta da Mindy Kaling, Matt Warburton, Richard Curtis, Jonathan Prince, Tim Bevan, Eric Fellner e Howard Klein. Le case di produzione coinvolte sono Working Title Films, Kaling International Inc.,3 Arts Entertainment, Universal Television e MGM Television. Il 2 maggio 2018, fu annunciato che Hulu aveva ordinato la serie.

### Casting
Il 26 ottobre 2018, venne annunciato che Jessica Williams, Nikesh Patel, Rebecca Rittenhouse e John Paul Reynolds erano entrati nel cast principale. Il 21 novembre 2018, fu riferito che il ruolo di Jess, interpretato dalla Williams era stato riconcepito in un nuovo personaggio di nome Maya e che la Williams era stata sostituita con Nathalie Emmanuel. Inoltre, venne riportato che Brandon Mychal Smith, Zoe Boyle, Jennie Jacques, Harish Patel e Guz Khan si erano uniti al cast principale, mentre Andie MacDowell avrebbe recitato come guest, in un cenno al suo ruolo da protagonista nel film del 1994, anche se non con il suo personaggio originale del film. Il 7 dicembre 2018, venne annunciato che Tom Mison e Ashley Madekwe avrebbero recitato in ruoli ricorrenti e che Tommy Dewey sarebbe stato una guest. Nel febbraio 2019, Sophia La Porta si è unita al cast.

### Riprese
Le riprese della miniserie sono iniziate il 26 novembre 2018 a Londra.

## Promozione
Il 1º luglio 2019, è stato pubblicato il trailer ufficiale.

## Distribuzione
La miniserie è stata distribuita su Hulu dal 31 luglio 2019.